# Chris Hughes
Christopher "Chris" Hughes (nacido el 26 de noviembre de 1983) es un empresario estadounidense, cofundador de la red social Facebook junto a sus compañeros de cuarto en la Universidad de Harvard —Mark Zuckerberg, Dustin Moskovitz y Eduardo Saverin— y emisario de la misma. Fue el coordinador de redes sociales durante la campaña electoral de Barack Obama en el año 2008 en My.BarackObama.com, el sitio web de la campaña.
Hughes es actualmente empresario de General Catalyst Partners, una empresa de capital riesgo en Cambridge, Massachusetts, y asesor estratégico en GMMB, una consultora política que trabajó en la campaña electoral de Obama en 2008.
En la película La red social, dirigida en 2010 por el cineasta David Fincher,  que muestra la creación de Facebook, el personaje basado en su persona fue interpretado por el actor Patrick Mapel.

## Biografía
Hughes nació en Hickory, Carolina del Norte. Se graduó en la Phillips Academy, Andover, Massachusetts y en la Universidad de Harvard. Se graduó en Harvard en 2006 en historia del arte y literatura.
Apareció en la portada de la revista Fast Company en abril de 2009 bajo el titular, «El chico que hizo a Obama presidente; Cómo el cofundador de Facebook Chris Hughes desató el cambio de Barack Obama y transformó la política y el marketing para siempre». 
En 2010, Hughes fundó y se convirtió en director ejecutivo de Jumo (una palabra en Yoruba que significa “juntos en concierto”), una organización sin ánimo de lucro que tiene como objetivo «ayudar a las personas a encontrar formas de ayudar al mundo». En julio de 2010, ONUSIDA (Programa Conjunto de las Naciones Unidas sobre el VIH / SIDA) lo nombró como uno de los 17 miembros de la comisión de "alto nivel" de políticos de renombre, empresarios, activistas pro-derechos humanos, figuras del deporte y científicos encargados de encabezar una «campaña de acción política y social sobre los próximos años encargada de impulsar el apoyo para la eficacia de los programas de prevención del VIH».

## Vida privada
Hughes está casado con el político Sean Eldridge. Anunciaron su matrimonio en enero del 2011 y se casaron el 30 de junio de 2012.

## En la cultura popular
En la película de 2010, The Social Network, biopic sobre el el creador de Facebook, basado parcialmente en la novela The Accidental Billionaires de Ben Mezrich, el personaje de Hughes fue interpretado por el actor Patrick Mapel.

## Más información
- Ellen McGirt (1 de abril de 2009). «How Chris Hughes Helped Launch Facebook and the Barack Obama Campaign». Fast Company.
- Amy Schatz (26 de mayo de 2007). «BO, U R So Gr8: How a young tech entrepreneur translated Barack Obama into the idiom of Facebook». Wall Street Journal. Archivado desde el original el 26 de mayo de 2008. Consultado el 8 de noviembre de 2010.
- Eric Benderoff (23 de septiembre de 2007). «Social sites go political». Chicago Tribune. and photo gallery
- «A Hot New Twist on the Old College Try». BusinessWeek. 21 de julio de 2004.
- «Facebook Co-Founder Joins Venture Capital Firm» (Fee required). Private Equity Hub. 17 de marzo de 2009. Archivado desde el original el 26 de enero de 2011. Consultado el 8 de noviembre de 2010.
- «The 3rd annual Power 50, #32 Chris Hughes». Out. 2009.Uso incorrecto de la plantilla enlace roto (enlace roto disponible en Internet Archive; véase el historial, la primera versión y la última).